# Campionati europei di 49er & 49er FX 2017
I Campionati europei di 49er & 49er FX 2017 si sono svolti a Kiel, in Germania, 27 luglio al 4 agosto.

## Podi
| Evento  | Oro                                       | Argento                                   | Bronzo                                 |
| 49er    | Regno Unito Dylan Fletcher Stuart Bithell | Regno Unito James Peters Fynn Sterritt    | Italia Jacopo Plazzi Andrea Tesei      |
| 49er FX | Germania Tina Lutz Susann Beucke          | Regno Unito Charlotte Dobson Saskia Tidey | Germania Victoria Jurczok Anika Lorenz |

## Medagliere
| Posiz. | Nazione     | Oro | Argento | Bronzo | Totale |
| ------ | ----------- | --- | ------- | ------ | ------ |
| 1      | Regno Unito | 1   | 2       | 0      | 3      |
| 2      | Germania    | 1   | 0       | 1      | 2      |
| 3      | Italia      | 0   | 0       | 1      | 1      |
| Totale | Totale      | 2   | 2       | 2      | 6      |